# Polytrichum asperrimum
Polytrichum asperrimum là một loài Rêu trong họ Polytrichaceae. Loài này được (Besch.) Broth. miêu tả khoa học đầu tiên năm 1899.